# Потапов Олександр Юрійович
Олександр Юрійович Потапов (рос. Александр Юрьевич Потапов; нар. 5 січня 1969) – російський шахіст, гросмейстер від 2004 року.

## Шахова кар'єра
1995 року поділив 2-ге місце (позаду Петра Габи, разом із, зокрема, Яковом Мейстером) на турнірі за швейцарською системою в Чеське Будейовице. 2001 року поділив 1-ше місце (разом з Олексієм Придорожним) на чемпіонаті Уральського Федерального округу, який відбувся в Орську. Гросмейстерські норми виконав 2003 року на турнірах в Алушті (посів 1-ше місце), Пардубице і Ноябрську (поділив 1-ше місце разом з Євгеном Мірошниченком та Юрієм Яковичем). 2005 року переміг в Оломоуці (разом з Костянтином Шанавою) і Ноябрську (разом з Олександром Ковчаном), тоді як у 2007 році посів 2-ге місце (позаду Віктора Кузнєцова) в Салехарді.
Найвищий рейтинг Ело в кар'єрі мав станом на 1 січня 2004 року, досягнувши 2530 очок ділив то 76-77-ме місце серед російських шахістів.